# Kogia sima
Il cogia di Owen (Kogia sima (Owen, 1866)) è un cetaceo che abita gli oceani temperati e tropicali di tutto il mondo, in particolare in prossimità delle piattaforme e dei margini continentali. 
Venne descritto per la prima volta dal biologo Richard Owen nel 1866 sulla base di illustrazioni realizzate dal naturalista Sir Walter Elliot, ma è stato considerato come un sinonimo del cogia di de Blainville (Kogia breviceps) dal 1878 al 1998. È un cetaceo di piccole dimensioni, lungo 2-2,7 m e del peso di 136-277 kg, caratterizzato da colorazione grigia, testa squadrata, mascelle piccole e corpo robusto. Il suo aspetto è molto simile a quello del cogia di de Blainville, dal quale si differenzia solamente per la posizione della pinna dorsale - posta in posizione meno arretrata e più centrata rispetto a quella di quest'ultimo.
Il cogia di Owen è un predatore che si nutre per «risucchio» soprattutto di calamari e vive in piccoli branchi di 1-4 esemplari. A sua volta viene predato dalle orche (Orcinus orca) e dagli squali di maggiori dimensioni, come lo squalo bianco (Carcharodon carcharias). Quando è spaventato, può emettere dall'ano un fluido bruno-rossastro, in maniera simile ad un calamaro. La maggior parte di quel che sappiamo su questa specie si deve all'esame degli esemplari spiaggiati, dal momento che gli avvistamenti in mare sono rari. Molti di questi animali spiaggiati muoiono per infezioni parassitarie o per insufficienza cardiaca.
Il cogia di Owen viene cacciato in piccolo numero nelle acque asiatiche, ma è minacciato soprattutto dall'ingestione di plastica o dagli intrappolamenti nelle reti lasciate alla deriva. Finora non è mai stata effettuata una stima della popolazione, pertanto l'Unione internazionale per la conservazione della natura (IUCN) considera il suo stato di conservazione «insufficientemente conosciuto» (Data Deficient).

## Tassonomia

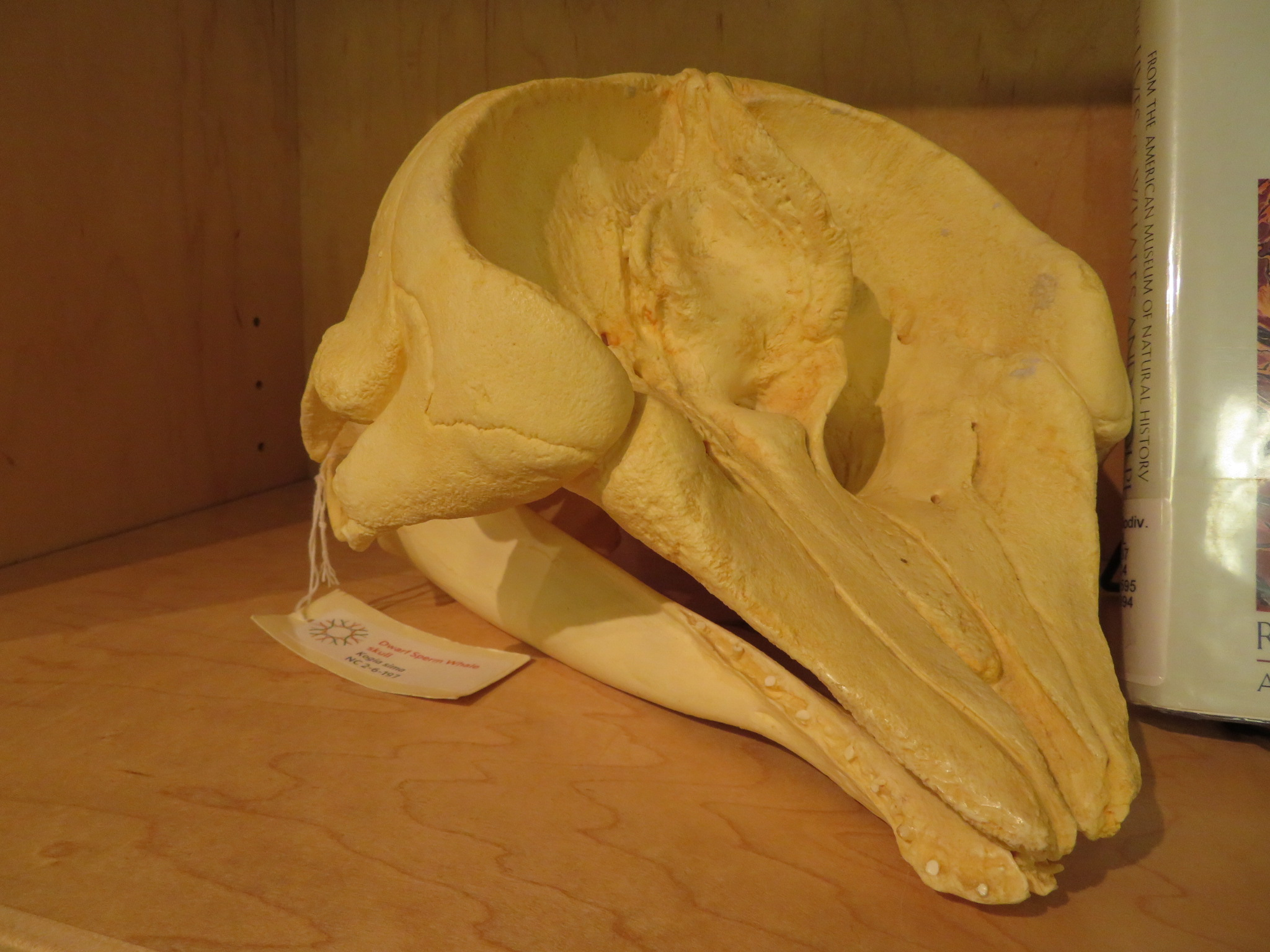
Cranio di cogia di Owen.

I primi due esemplari conosciuti di cogia di Owen, un maschio e una femmina, entrarono in possesso nel 1853 del naturalista Sir Walter Elliot, che ritenne si trattassero di una qualche specie di focena a causa del loro muso corto. Tuttavia, quando inviò alcuni disegni di questi cetacei - compresi alcuni raffiguranti lo scheletro - al biologo Richard Owen affinché potesse descriverli, quest'ultimo, in una pubblicazione del 1866, li riconobbe come un tipo di capodoglio della famiglia dei Fiseteridi sulla base di alcune similitudini anatomiche, quali la presenza di denti funzionali solamente sulla mascella inferiore, di uno sfiatatoio asimmetrico inclinato verso il lato sinistro e di un organo dello spermaceti. Battezzò la nuova specie Physeter (Euphysetes) simus, classificandola nello stesso genere del capodoglio (Physeter macrocephalus) e del cogia di de Blainville (oggi rinominato Kogia breviceps), ponendola però in un sottogenere distinto, Euphysetes. L'epiteto specifico simus è di origine latina e significa «dal naso schiacciato», in riferimento al muso smussato dell'animale. John Edward Gray, quando istituì il genere Kogia nel 1846, non fornì alcuna indicazione sul suo significato, ma, trattandosi di una parola di genere femminile, l'appellativo specifico maschile simus venne cambiato in sima quando iniziò ad affermarsi il nome scientifico Kogia simus durante il XX secolo.
Nel 1871 il teriologo Theodore Gill suddivise i Fiseteridi in due sottofamiglie: i Fiseterini (Physterinae), con il genere Physeter, e i Cogiini (Kogiinae), con i generi Kogia e l'oggi obsoleto Euphysetes, da alcuni elevati oggi a famiglia vera e propria, i Cogiidi (Kogiidae). Gill propose anche di trasferire il cogia di Owen in un genere a parte, Callignathus. Nel 1878 il naturalista James Hector raggruppò il cogia di Owen con quello di de Blainville in un'unica specie, K. breviceps. La maggior parte degli autori continuò a non fare alcuna distinzione tra i due fino a quando il teriologo Dale Rice, nella sua revisione della tassonomia dei mammiferi marini del 1998, non ripropose la suddivisione in due specie separate, adducendo come prova le ricerche pubblicate dal dottor Teizo Ogawa nel 1936, dal ricercatore Munesato Yamada nel 1954, dallo zoologo Charles Handley nel 1966 e dal teriologo Graham James Berry Ross nel 1979.
I test genetici effettuati nel 2006 suggeriscono che sotto la dicitura K. sima potrebbero in realtà nascondersi due specie distinte, una nell'oceano Atlantico e l'altra nell'Indo-pacifico. Il capo di Buona Speranza in Sudafrica delimiterebbe la barriera tra queste due popolazioni.

## Descrizione

Confronto di dimensioni tra capodoglio (in blu), cogia di de Blainville (in verde) e cogia di Owen (in arancio).

Il cogia di Owen misura 2-2,7 m di lunghezza per 136-272 kg di peso - contro i 4,25 m e i 417 kg del cogia di de Blainville. Alla nascita misura circa 1 m di lunghezza e pesa 14 kg. Si ritiene che i maschi raggiungano le dimensioni massime all'età di 15 anni e le femmine a quella di 13. La maturità sessuale, che sopraggiunge quando un individuo misura 2-2,2 m di lunghezza, viene raggiunta a 2-3 anni nei maschi e a 5 nelle femmine. La gestazione si protrae probabilmente per circa 9,5 mesi.
Il cogia di Owen è di colore grigio scuro o grigio-bluastro, con il lato inferiore di un grigio più chiaro e un segno chiaro, a forma di mezzaluna, tra l'occhio e la pinna pettorale, talvolta denominata «falsa branchia», caratteristica del genere cui appartiene. Alcuni individui presentano una seconda falsa branchia che crea una sorta di anello chiaro che circonda una macchia più scura. La specie possiede inoltre una pinna dorsale pronunciata, posta vicino al centro del dorso, e due o più solchi sulla gola. La pinna dorsale è più alta e più vicina alla testa di quella del cogia di de Blainville, e il profilo del dorso è appiattito.

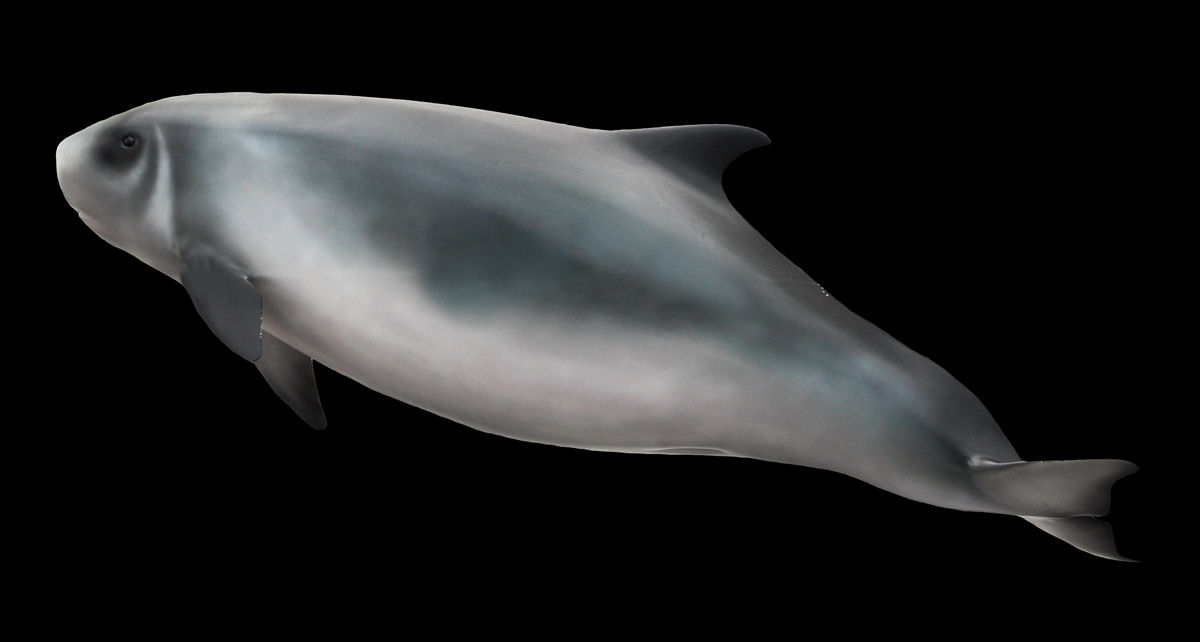
Modello museale di cogia di Owen.

Le due specie del genere Kogia si riconoscono dalla testa squadrata, dalla mascella piccola con il muso sporgente verso l'esterno e dalla struttura del corpo simile a quella della focena, con un corpo robusto che si restringe rapidamente in prossimità della coda. Presentano il muso più corto di qualsiasi altro cetaceo esistente. Così come il capodoglio, hanno la narice sinistra notevolmente più grande della destra e un organo dello spermaceti nella testa. Il cervello pesa circa 0,5 kg. Gli occhi sono adattati a condizioni di luce scarsa. Il cogia di Owen ha da 14 a 24 denti, raramente 26, sulla mascella inferiore, leggermente incurvati all'indietro e - come quelli degli altri Fiseteridi - privi di smalto. Questi, superando raramente i 30 mm di lunghezza, sono più piccoli di quelli del cogia di de Blainville. In alcuni esemplari si possono trovare fino a 6 denti sulla mascella superiore, caso unico nei Fiseteridi moderni.
Una caratteristica peculiare delle due specie di Kogia è la presenza di una sacca situata nella parte bassa dell'intestino crasso, vicino all'ano, piena di un denso fluido marrone-rossastro simile allo sciroppo di cioccolato, che viene rilasciato quando l'animale è stressato. Il cogia di Owen ha da 50 a 57 vertebre - 7 vertebre cervicali, 12-14 vertebre toraciche e 29 o 35-37 vertebre lombari. La variazione del numero può essere dovuta alla perdita di ossa durante la preparazione degli esemplari museali o a semplice variabilità individuale. La specie non presenta dimorfismo sessuale.

## Distribuzione e habitat
Il cogia di Owen è diffuso negli oceani tropicali e temperati di tutto il mondo, soprattutto in corrispondenza della piattaforma e della scarpata continentale. Sembra prediligere acque più calde rispetto al cogia di de Facto. È uno dei cetacei di acque profonde che si spiaggiano più di frequente, ma in mare viene avvistato molto raramente e, pertanto, la maggior parte delle informazioni in nostro possesso deriva dall'esame degli individui spiaggiati. La profondità delle immersioni può variare da un luogo all'altro: durante uno studio nelle acque delle Bahamas la profondità media delle immersioni è risultata essere di 250 m, mentre nelle acque più profonde attorno alle Hawaii questi animali scendono in media a circa 1500 m.
Nel Pacifico occidentale la specie è presente dal Giappone fino alla Tasmania e alla Nuova Zelanda, mentre in quello orientale l'areale si estende dalla Columbia Britannica al Cile centrale. Nell'oceano Indiano il cetaceo è stato segnalato nelle acque di Oman, Sri Lanka, India, Thailandia, Indonesia (Timor), Australia occidentale e Sudafrica. Nell'Atlantico la specie è rinvenibile dalla Virginia al Brasile meridionale nella parte occidentale e dall'Italia (mar Mediterraneo) al Sudafrica in quella orientale.
Non è mai stata effettuata una stima complessiva della popolazione e i censimenti realizzati riguardano solamente aree limitate; inoltre, data la difficoltà di distinguere il cogia di Owen da quello di de Blainville, le stime valutate riguardano il numero totale di entrambe le specie. Nell'Atlantico settentrionale le stime indicano la presenza di circa 3 785 individui e nel Pacifico orientale di circa 11 200.

## Biologia

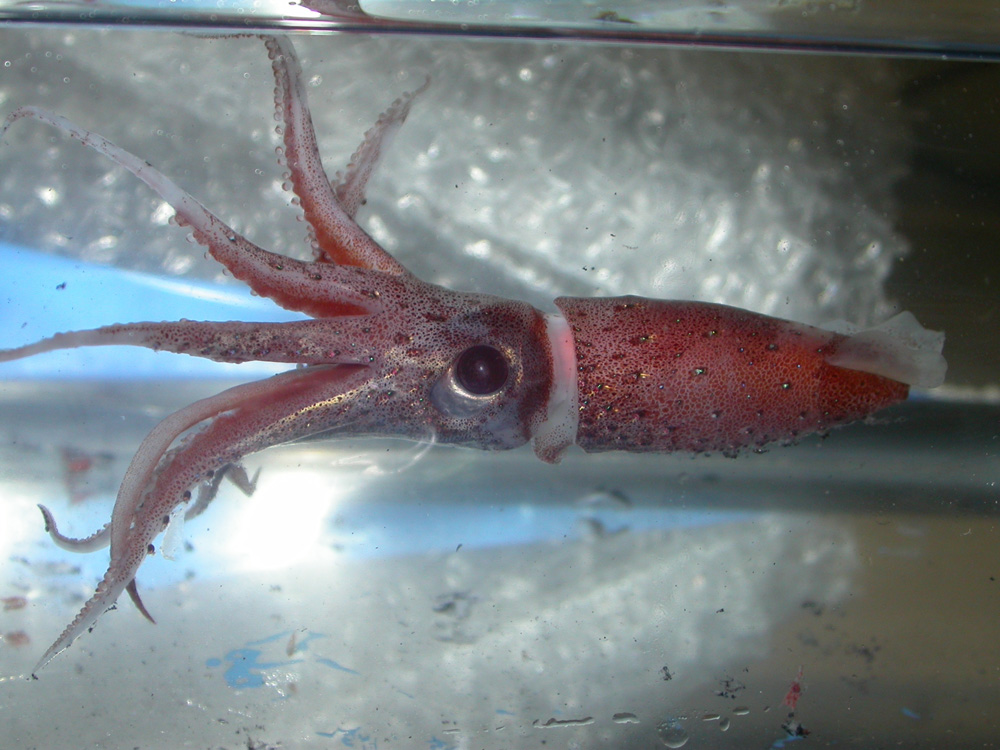
Il calamaro Histioteuthis reversa è una delle prede più comuni del cogia di Owen.

### Alimentazione
Il cogia di Owen è un predatore dell'oceano aperto. Gli stomaci degli esemplari spiaggiati contengono soprattutto calamari e, in numero minore, pesci abissali (delle zone mesopelagica e batipelagica) e crostacei. Tuttavia, i crostacei costituiscono una parte considerevole - fino al 15% - della dieta dei cogia delle Hawaii. Il contenuto stomacale degli esemplari spiaggiati nelle varie regioni del globo indica una preferenza per i calamari delle famiglie degli Istioteutidi e dei Cranchiidi, in particolar modo per Histioteuthis reversa e Taonius.
I solchi sulla gola e la muscolatura sviluppata di quest'ultima costituiscono probabilmente degli adattamenti che aumentano il volume della bocca di questi animali che si nutrono per suzione, forse i più specializzati in questo tipo di alimentazione tra tutti gli odontoceti. Anche il muso smussato, la mancanza di denti e le dimensioni ridotte delle mascelle sono caratteristiche proprie degli odontoceti che si nutrono per suzione. Una volta «aspirata» la preda, il cogia la trattiene con i denti affilati mentre espelle l'acqua dalla bocca.
I piccoli di cogia di Owen generalmente iniziano a nutrirsi di cibo solido quando raggiungono una lunghezza di circa 1,35 m, anche se raggiungono l'età dello svezzamento solo quando misurano circa 1,5 m. I piccoli degli odontoceti di solito iniziano ad assumere cibo solido verso i 6 mesi e le madri smettono di allattare dopo 18-20 mesi.

### Comportamento
Si ritiene che i cogia siano cetacei che si muovono lentamente e che esibiscono raramente comportamenti di superficie rapidi, tendendo a galleggiare in superficie lasciando esposte solamente la nuca e la pinna dorsale. Quando sono in superficie, si immergono verticalmente sprofondando, invece di sollevare la coda fuori dall'acqua, il che creerebbe uno spruzzo.
Il cogia di Owen si raggruppa in piccoli branchi di 1-4 individui, ma in alcuni casi sono state viste associazioni anche di 10 esemplari, probabilmente correlate a risorse alimentari limitate. Forse anche le ridotte dimensioni dei gruppi e i terreni di alimentazione estivi situati in acque profonde potrebbero costituire dei comportamenti anti-predatori, ma a discapito di questa teoria bisogna ricordare che i delfini, per evitare la predazione, si riuniscono in grandi branchi di centinaia di individui. Il cetaceo probabilmente segue le migrazioni stagionali dei calamari, che si dirigono in oceano aperto d'estate per poi avvicinarsi alla costa in inverno. È possibile che questa specie prediliga le scarpate continentali in quanto in questo tipo di habitat potrebbe radunare i calamari contro la parete o perché in tali aree si verifica il fenomeno dell'upwelling, che l'animale può sfruttare per risparmiare energie durante la caccia. Gli esemplari più giovani potrebbero inoltre radunarsi in acque più basse e gli adulti in quelle più profonde; la scarpata continentale intorno al Sudafrica potrebbe costituire un terreno di riproduzione.
I cogia, a differenza degli altri cetacei, adottano la «tattica del calamaro», schizzando un liquido scuro marrone-rossastro da una sacca situata nell'intestino crasso, in modo da intorbidire l'acqua e approfittarne per fuggire. La nuvola emessa si espande nell'acqua fino a coprire una superficie di 100 m².
I cogia non fischiano, ma producono dei click ad alta frequenza in banda stretta. Questi click ricordano più quelli emessi da alcune specie di delfini e focene - come il lagenorinco dalla croce (Lagenorhynchus cruciger), il cefalorinco di Hector (Cephalorhynchus hectori), il cefalorinco eutropia (Cephalorhynchus eutropia), il cefalorinco di Commerson (Cephalorhynchus commersonii), la focena (Phocoena phocoena) e il focenoide (Phocoenoides dalli) - che quelli prodotti da altre specie di cetacei che si immergono in profondità, come gli zifidi e il capodoglio. Le frequenze di picco dei cogia sono generalmente inferiori ai 130 kHz.

### Predatori e parassiti
Tra i predatori del cogia di Owen vi sono l'orca (Orcinus orca) e gli squali. Resti attribuiti a questa specie sono stati rinvenuti nello stomaco degli squali bianchi (Carcharodon carcharias) e le infestazioni del cestode Phyllobothrium delphini rinvenute in alcuni esemplari spiaggiati indicano che erano stati attaccati dagli squali, dal momento che questa specie di cestode matura proprio in questi ultimi animali.
Il cogia di Owen compete con altri cetacei che si nutrono di calamari, come gli zifidi, e occupa la stessa nicchia ecologica del cogia di de Blainville nelle zone dove gli areali delle due specie si sovrappongono, anche se quest'ultimo è in grado di alimentarsi in acque più profonde e si nutre di una gamma più ampia di prede di maggiori dimensioni
Alcuni individui spiaggiati presentano gravi infestazioni parassitarie, in particolare di nematodi nello stomaco e di tenie nel grasso corporeo. Negli Stati Uniti sud-orientali, alcuni cogia di Owen spiaggiati sono risultati morti per insufficienza cardiaca e questa sindrome potrebbe essere stata alla causa del loro spiaggiamento.

## Conservazione
Il cogia di Owen viene cacciato su piccola scala in Indonesia, Giappone, Sri Lanka e Piccole Antille per la sua carne, che viene consumata o utilizzata come esca per catturare altri animali. Una minaccia ben più grave è costituita dall'ingestione di plastica e dall'intrappolamento nelle reti da pesca, sebbene non sia stato ancora determinato a che livello la popolazione sia minacciata da questo. L'Unione internazionale per la conservazione della natura (IUCN) considera attualmente il suo stato di conservazione «insufficientemente conosciuto» (Data Deficient), ma è probabile che vada incluso tra le «specie a rischio minimo» (Least Concern).
Il cogia di Owen è protetto dalla Convenzione sul commercio internazionale delle specie minacciate di estinzione (CITES) e dall'Accordo sulla conservazione dei cetacei nel mar Nero, mar Mediterraneo e aree atlantiche contigue. La specie figura inoltre nel Protocollo d'intesa sulla conservazione del lamantino e dei piccoli cetacei dell'Africa occidentale e della Macaronesia (West African Aquatic Mammals Memorandum of Understanding) e nel Protocollo d'intesa sulla conservazione dei cetacei delle isole del Pacifico (Pacific Islands Cetaceans Memorandum of Understanding).